# Raël
Raël, pseudonimo di Claude Maurice Marcel Vorilhon (Vichy, 30 settembre 1946), è un giornalista e scrittore francese, fondatore della religione ufologica conosciuta come movimento raeliano.

## Biografia
Nato a Vichy, Vorilhon trascorse l’infanzia e parte dell’adolescenza ad Ambert. Appassionato di musica e chitarra, nel 1961 si trasferì a Parigi dove, per mantenersi, fece il cantante di strada. Successivamente, cominciò ad esibirsi in caffè e cabaret. Notato dal produttore discografico Lucien Morisse, assunse lo pseudonimo di Claude Celler e cominciò a cantare alla radio. Nel 1966 incise il suo primo disco singolo, a cui ne seguirono altri. Nel 1970, in seguito al suicidio di Morisse, finì la sua carriera di cantante. Essendo appassionato di automobilismo, decise allora di dedicarsi al giornalismo sportivo. Trasferitosi a Clermont-Ferrand, fondò una rivista di automobilismo sportivo, Auto Pop, che cominciò ad essere pubblicata nel maggio 1971. Nel novembre 1973, a causa della crisi petrolifera scaturita dalla guerra del Kippur, il governo francese decretò il divieto di svolgere competizioni automobilistiche per un anno, il che portò a una crisi per la rivista di Vorilhon.

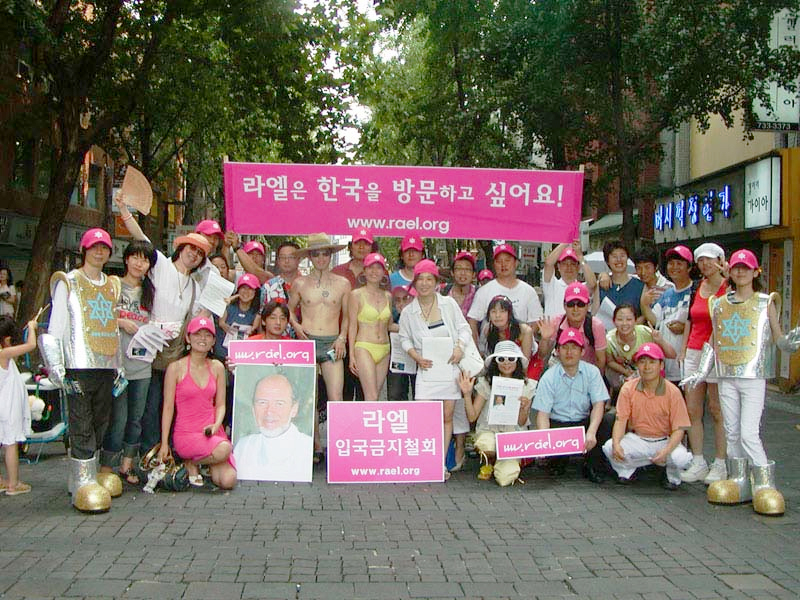
Raeliani in Corea del Sud mostrano un'immagine di Raël

Alla fine del 1973 Vorilhon cominciò ad occuparsi di tematiche ufologiche, diventando un contattista. Vorilhon affermò che la sera del 13 dicembre, mentre guidava la sua auto nei pressi di Clermont-Ferrand, avrebbe visto un disco volante che sarebbe atterrato davanti a lui; dal disco sarebbe uscito un extraterrestre¸ che, parlando in Francese, gli avrebbe detto di avere un messaggio per lui. Vorilhon raccontò che l’incontro con gli extraterrestri (definitisi Elohim) durò sei giorni, durante i quali gli avrebbero dato un messaggio per l’umanità; da essi ricevette anche il nuovo nome di Raël, che significava "messaggero".
Nel 1974 Vorilhon abbandonò il suo lavoro di giornalista sportivo e scrisse un libro sulle presunte rivelazioni ricevute dagli extraterrestri, intitolato Le livre qui dit la vérité, in cui affermò che essi avrebbero creato la vita sulla Terra mediante l'ingegneria genetica. Nello stesso anno egli tenne una conferenza pubblica a Parigi e fondò il movimento MADECH, che significava "Movimento per l’accoglienza degli Elohim creatori dell’umanità". Nel 1975 pubblicò un altro libro, Les extra-terrestres m'ont emmené sur leur planète, in cui afferma di essere stato portato dagli Elohim sul loro pianeta. Nel 1976 il movimento fondato da Raël cambiò nome e divenne movimento raeliano, denominazione che conserva ancora oggi. Nel movimento è chiamato Guida delle Guide e dal 29 novembre 2004 a Raël viene anche attribuito il titolo di "Maitreya" (Miruk) dell'Occidente.

## Discografia
- 1966: Sacrée sale gueule
- 1966: Dans un verre de vin
- 1966: Le yeux en amande
- 1967: Le miel et la cannelle
- 1967: Madam' Pipi
- 1967: Monsieur votre femme me trompe
- 1967: Quand on se mariera
- 1970: Mon amour Patricia

## Opere
- 1974: Le livre qui dit la vérité (Il libro che dice la verità, Edizioni Mediterranee, traduzione di Gianna Lorusso, 1982)
- 1975: Les extra-terrestres m'ont emmené sur leur planète (Gli extraterresti mi hanno portato sul loro pianeta, Edizioni Mediterranee, traduzione di Valentino Mancini, 1985)
- 1978: La géniocratie
- 1979: Accueillir les extra-terrestres
- 1980: La méditation sensuelle
- 1992: Le racisme religieux financé par le gouvernement socialiste
- 2001: Oui au clonage humain
- 2003: Le Maitraya

## Cultura di massa
Nel 2023 è stato realizzato una miniserie di film documentario dal titolo: Raël - Il profeta degli extraterrestri che è pubblicato su Netflix.